# Kazimierz Włostowski
Kazimierz Włostowski herbu Ciołek – kasztelan krzywiński w latach 1729-1736.
Był członkiem konfederacji generalnej zawiązanej 27 kwietnia 1733 roku na sejmie konwokacyjnym.